# Habenaria nigerica
Habenaria nigerica är en orkidéart som beskrevs av Victor Samuel Summerhayes. Habenaria nigerica ingår i släktet Habenaria och familjen orkidéer. Inga underarter finns listade i Catalogue of Life.